# Nikolaï Ryjkov
Pour les articles homonymes, voir Ryjkov.
Nikolaï Ivanovitch Ryjkov (en ukrainien : Микола Іванович Рижков, en russe : Николай Иванович Рыжков), né le 28 septembre 1929 à Dzerjynsk (république socialiste soviétique d'Ukraine, URSS) et mort le 28 février 2024, est un homme d'État soviétique devenu homme politique russe après la dislocation de l'URSS. 
Il est le dernier président du Conseil des ministres de 1985 à 1991. Responsable de l'administration culturelle et économique de l'Union soviétique à la fin de l'ère Gorbatchev, Ryjkov est remplacé par Valentin Pavlov en 1991. La même année, il perd son siège au Conseil présidentiel puis est le candidat malheureux du PCUS lors de l'élection présidentielle russe de 1991, à laquelle il est nettement battu par Boris Eltsine.

## Biographie
Nikolaï Ryjkov naît dans la ville de Dzerjynsk (république socialiste soviétique d'Ukraine) en 1929, aujourd'hui Toretsk. Après des études dans les années 1950, il commence à travailler dans les années 1970 et entame sa carrière politique dans l'industrie locale. En 1979, Ryjkov est nommé premier vice-président de la commission de planification de l'État. À la suite de la démission de Nikolaï Tikhonov en tant que président du Conseil des ministres, Ryjkov le remplace.
Élu à la Douma en décembre 1995 en tant qu'indépendant, il devient ensuite chef de l'Union patriotique de la Russie aux côtés de Guennadi Ziouganov, qui était chef de file officieux. Le 17 septembre 2003, il démissionne et devient membre du Conseil de la fédération pour l'oblast de Belgorod. Il quitte ce dernier poste en septembre 2023 et meurt quelques mois après, dans sa quatre-vingt-quinzième année.
Il meurt le 28 février 2024 dans la ville de Moscou à l’âge de 94 ans.

## Décorations
- Ordre de Lénine
- Ordre de la Guerre patriotique, 1re classe